# Peninsula East
Peninsula East，位處於香港九龍油塘崇耀街9號，是會德豐旗下在油塘的首個住宅項目，位於油塘崇耀街9號、東源街3、5、7、11號及崇德圍3號，而入口設於崇耀街9號，由興勝建築承建、梁黃顧建築師(香港)事務所負責建築設計，物業在2015年4月開售，在2017年8月入伙，每呎管理費4.14元。發展商指出物業名稱是喻意項目位處九龍半島的東面。

## 住宅
屋苑排列成「凹」字，由兩座45層高的住宅大廈組成（不設4、13、14、24、34及44樓），共提供256個住宅單位。每層設四伙單位，住宅樓底高達3.15米，標準單位面積由約480至1033平方呎，主打兩至四房佈局，當中兩房單位佔約50%，三及四房單位各佔約38%及12%，連天台或連平台的特色單位有12伙，僅佔4.7%。項目亦設有8個平台特色戶，個別平台戶外空間面積達825呎。部分單位可飽覽維港海景及東九龍啟德郵輪碼頭景致。

## 大廈結構
物業基座共8層，地下至2樓設有商舖，2至5樓為停車場；6樓和7樓為住客會所，佔地逾1萬平方呎。設施包括健身室、瑜伽室、兒童遊戲室和多用途宴會廳，而7樓設長度達35米的室內恆溫游泳池，8樓為有蓋空中花園，設有兒童遊樂場。最低的住宅樓層亦比項目前臨的地面也高出43.55米，相當於一般住宅超過15層高的高度。

## 服務
大廈在2019年8月起設多項增值服務，包括設有駐場家務助理，為住戶提供上門清潔服務等。

## 銷售
項目在2015年4月16日開售，並在兩日內全數沽清，套現逾19億元。第一晚開售3小時售出首批全數150伙，而第二晚開售餘下106伙於2.5小時內沽清，當時平均不足78秒就售出一伙，成為一手物業銷售條例後，最快全數售罄的項目。

## 工程圖像

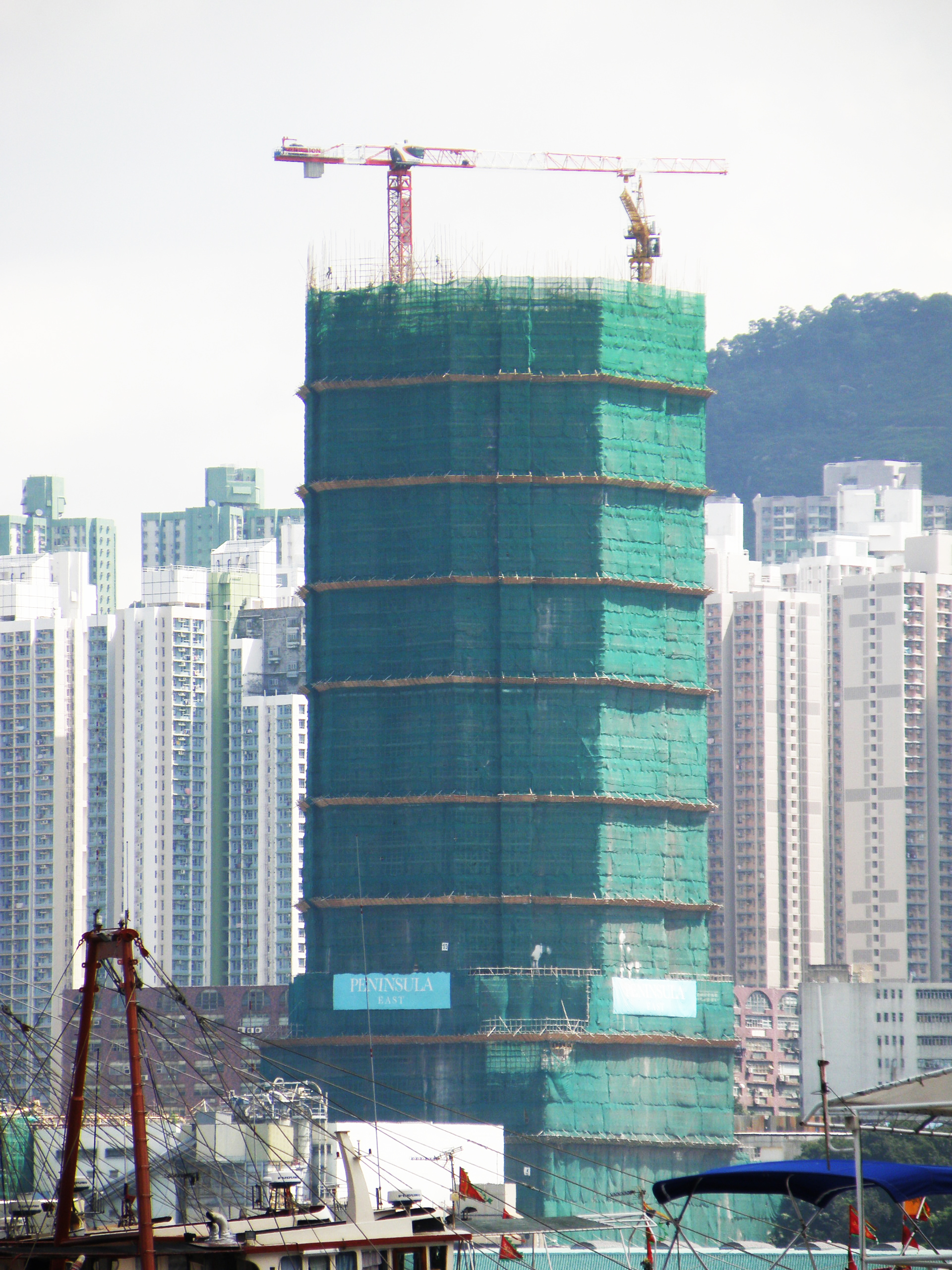
遠眺Peninsula East工程（2015年8月）
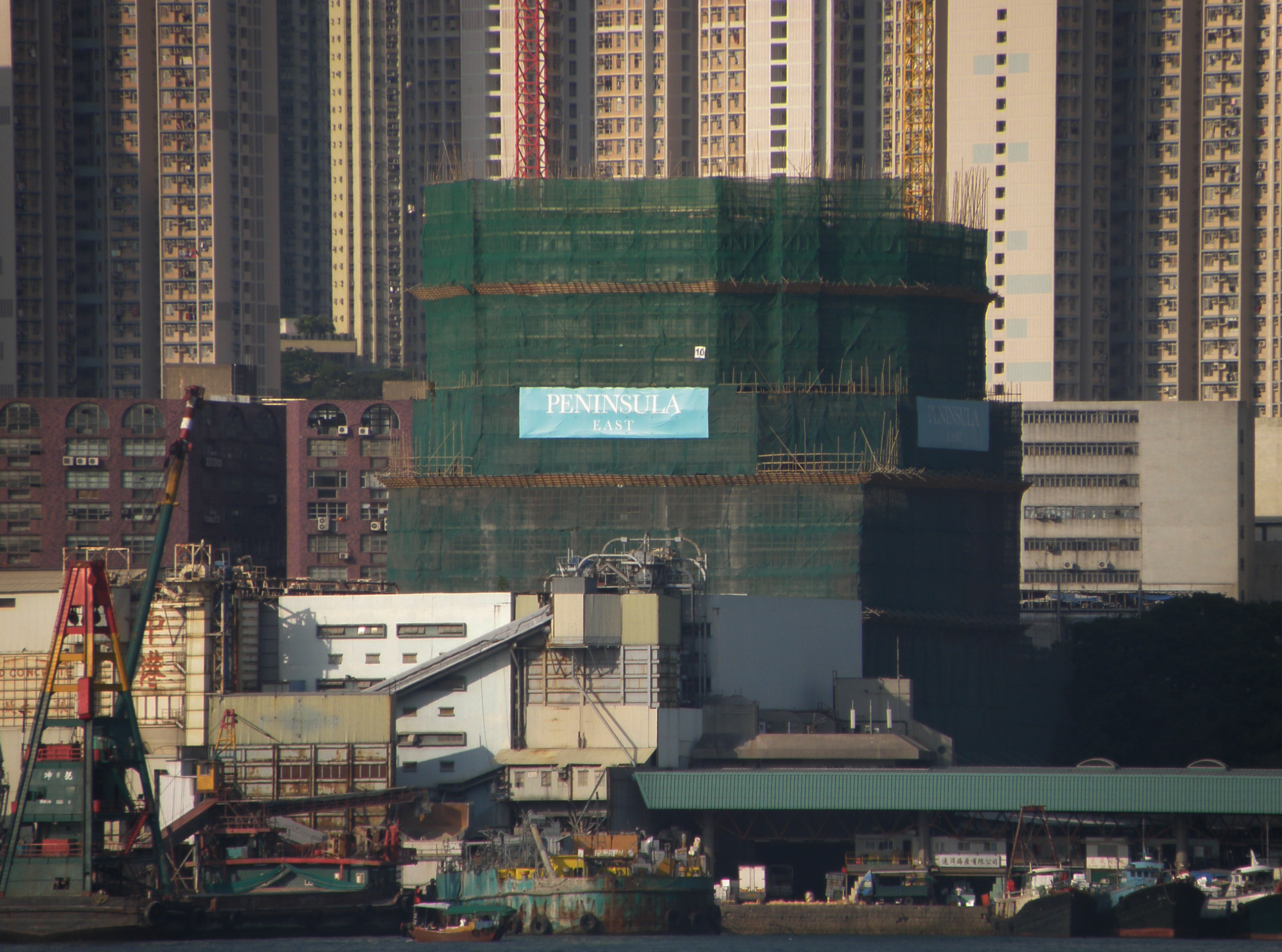
遠眺Peninsula East工程（2015年4月）
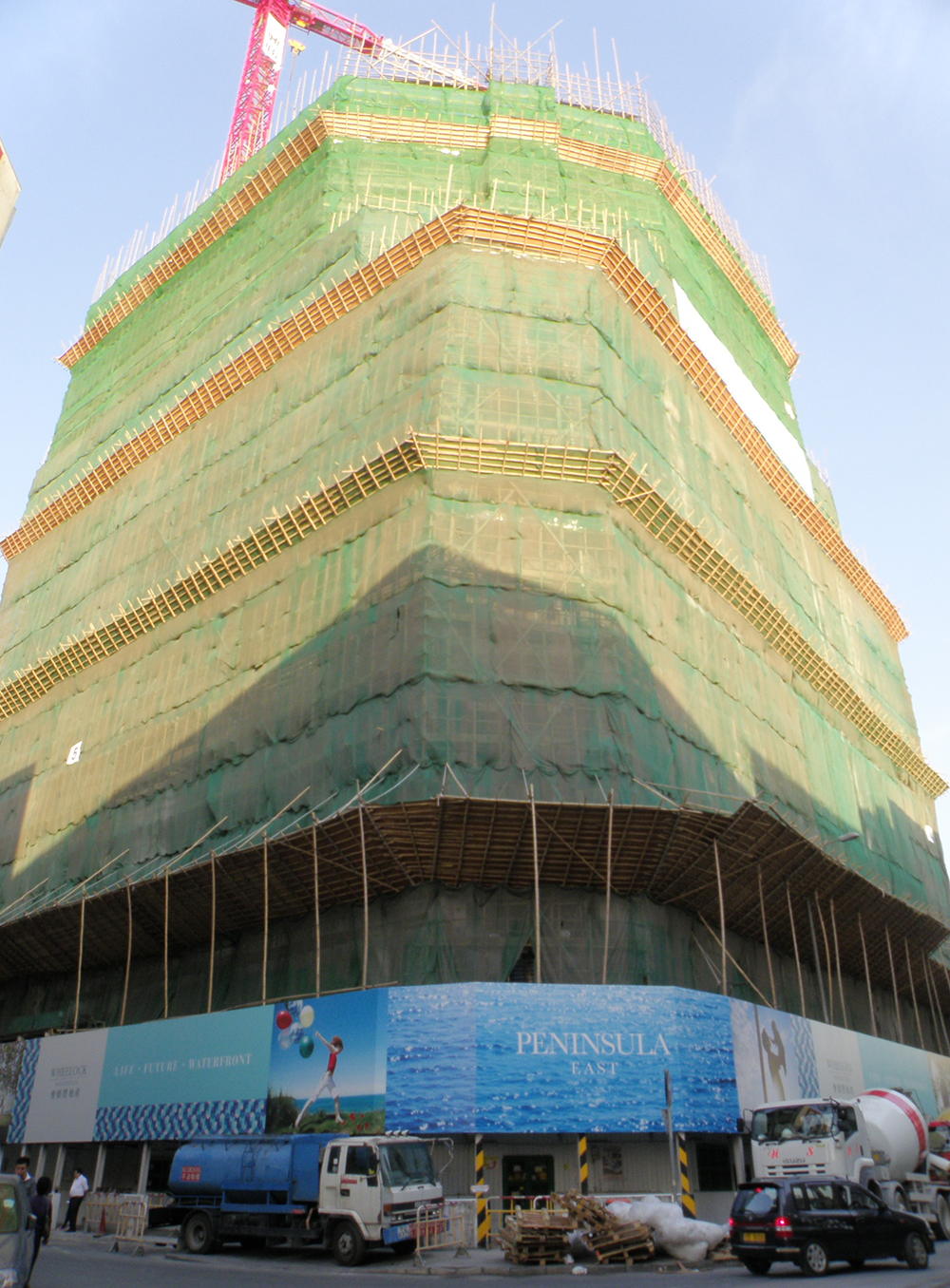
近看Peninsula East工程（2015年4月）
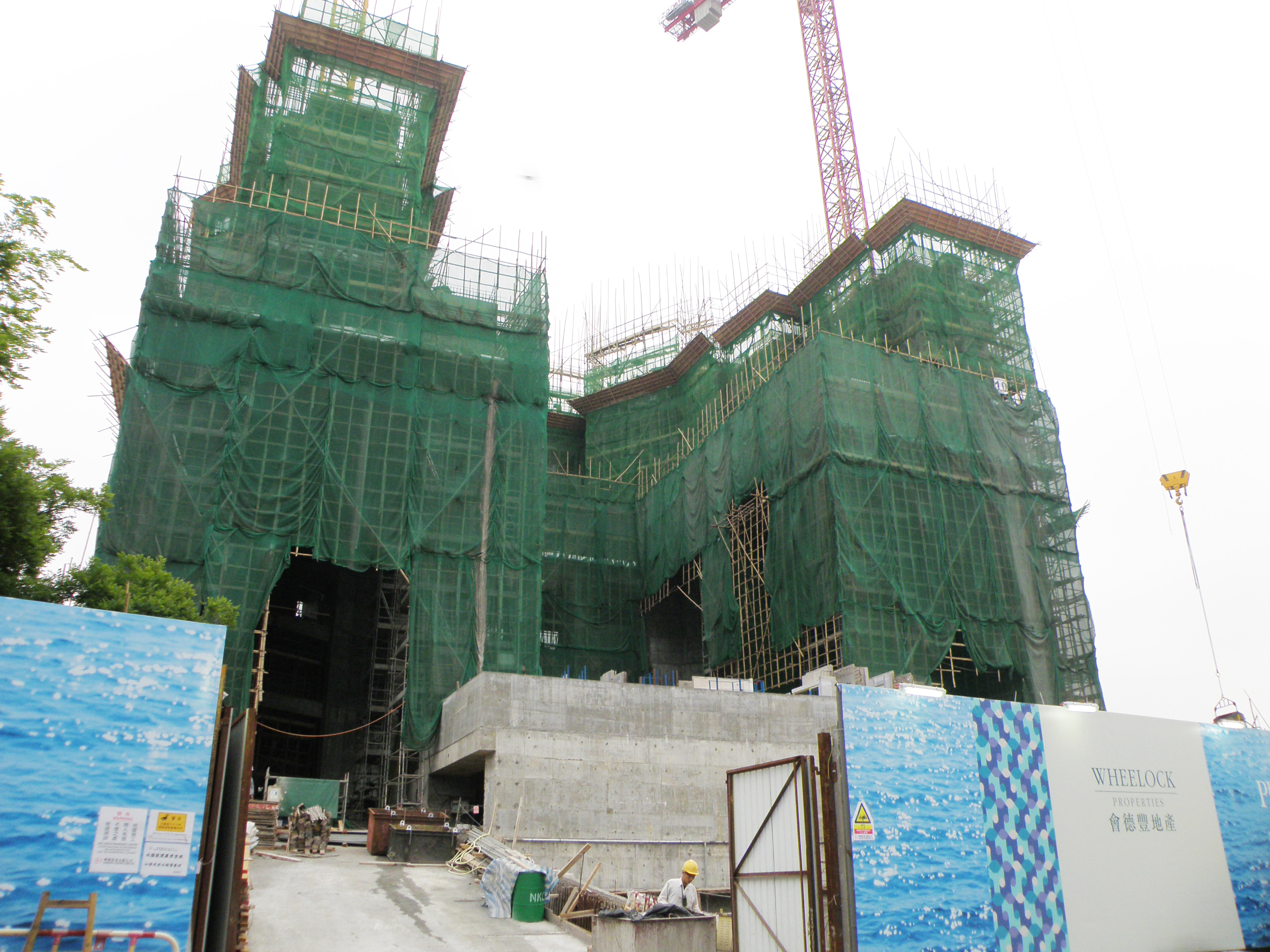
Peninsula East山坡出入口工程（2015年4月）

## 知名業主/住客
- 雨僑和老公羅力威[9]
- 陳煒[10]
- 高海寧[11]
- 顏卓靈[12]

## 鄰近地標
- Ocean One
- 鯉灣天下
- 嘉賢居
- 大本型(約50萬呎)
- 油塘灣綜合發展區
- 油塘站(步行約5分鐘)
- 油塘中心
- 鯉魚門邨
- 海傲灣
- 油美苑及油翠苑
- 高翔苑
- 高怡邨
- 高俊苑
- 油塘邨
- 油麗邨
- 高宏苑
- 高曦苑
- 鯉魚門
  - 三家村避風塘
  - 三家村碼頭
  - 鯉魚門市政大廈
  - 三家村
  - 馬環村
  - 馬背村
  - 安里西村
  - 輋頂村
  - 賽馬會鯉魚門創意館（前海濱學校）
  - 鯉魚門天后廟
  - 魔鬼山炮台
  - 鯉魚門燈塔
- 三家村遊樂場
- 曦臺
- 蔚藍東岸
- 朗譽
- 親海駅
- 東源街14-16號項目
- 油塘通風樓項目
- 四山街8號項目

## 重大事件
- 2017年5月13日，將近落成的住宅建築地盤發生火警。

## 外部連結
- 官方网站